# Volleybal in Suriname
Volleybal kwam in Suriname op vanaf de jaren 1930 en 1940. In 1963 werd de Surinaamse Volleybal Bond (SUVOBO) opgericht. De bond is lid van het Surinaamse Olympische Comité, de North, Central America and Caribbean Volleyball Confederation en de Fédération Internationale de Volleyball. Voor internationale wedstrijden spelen voor Suriname het nationale mannen- en vrouwenvolleybalteam.

## Geschiedenis

### Eerste ontwikkelingen
Een vroeg moment waarvan bekend is gebleven dat er volleybal in Suriname werd gespeeld, is uit 15 september 1937. Toen gaven enkele jongens uit het Guyaanse Demerara een demonstratie op de tennisbaan bij de manufacturenfirma William Gogarty Ltd. aan de Waterkant. Verder werd tijdens de Tweede Wereldoorlog op 10 oktober 1942 een vriendschappelijke wedstrijd gespeeld tussen Chung Fa Foei Kon en het Amerikaanse 35e Bombardment Squadron (van de 25e Tactical Reconnaissance Wing). Het eerste toernooi in Suriname was eveneens een Chinees-Amerikaanse aangelegenheid. Hieraan namen twee Chinese en vier Amerikaanse verenigingen deel. De organisatie lag in handen van Jules Fernandes, de vertegenwoordiger van Coca-Cola in Suriname.

### Professionalisering
In de twintig jaar erna kwam de sport nog niet verder tot ontwikkeling, totdat in 1963 een comité Propaganda Volleybal werd opgericht. In datzelfde jaar werd ook de Surinaamse Volleybal Bond opgericht. Bas Mulder was een van de initiatiefnemers en de eerste voorzitter van de bond. Ter gelegenheid van de oprichting organiseerde de Troepenmacht in Suriname op 28 april 1963 een toernooi waar twaalf verenigingen in vier poules aan deelnamen. In de finale won CLD met 3-0 van Tris.
Op 12 mei 1967 maakte een Surinaamse selectie voor het eerst een uitstap naar het buitenland. Deze reis ging naar de Nederlandse Antillen waar vier wedstrijden werden gespeeld. Hier werden drie van de vier verloren. In augustus 1975 ging een selectie naar het buurland Guyana. Het werd een succesvolle sportreis waarin alle vier wedstrijden werden gewonnen. Een jaar later ging een damesploeg van de vereniging Krawasie (tot circa 1973 Antillianas genaamd) opnieuw naar de Antillen. Deze vereniging was in deze jaren dominant in het Surinaamse volleybal en schreef in tien jaar tijd zeven maal de titel op haar naam. In 1977 en 1978 werden thuis- en uitwedstrijden tegen Curaçaose clubs gespeeld waarvan Suriname er een won en vijf verloor.

### 21e eeuw
In september 2019 trok het Surinaamse volleybalteam zich net op het laatste moment terug uit de Continental Volleyball Cup in de Canadese stad Winnipeg, omdat de kosten veel hoger bleken dat ze waren begroot. De SUVOBO kreeg hiervoor in eerste instantie een boete opgelegd van 40.000 Amerikaanse dollar. Daarnaast werden de teams geschorst voor alle wedstrijden van de Caraïbische CAZOVA en de Amerikaanse NORCECA. Later werd de schorsing ingetrokken en de boete gehalveerd, waarbij de SUVOBO de verplichting meekreeg om kwalificatiewedstrijden van WK  te organiseren.
In 2023 werd het senioren herenteam kampioen in de CAZOVA (Caribbean Zonal Volleyball Association).